# City Bussocaba
City Bussocaba é um bairro nobre da cidade de Osasco, estado de São Paulo. Localizado na zona sul da cidade, conta com aproximadamente 6.000 habitantes. O bairro foi criado pela Companhia City. Nele se encontra localizado o Parque Municipal Chico Mendes, o maior parque da cidade e conta com o Núcleo de Educação Ambiental José Claudino Zequinha da Silva. O bairro é delimitado  com os bairros: Bussocaba, Jardim D'Abril, Novo Osasco, Olaria do Nino, Jardim Conceição e o município de São Paulo. O bairro possui um único loteamento homônimo

## Vias principais
- Rua Caçapava
- Rua Lázaro Suave
- Avenida Praia Grande[2]

## Esporte e lazer
- Parque Municipal Chico Mendes

## Dados da segurança pública do bairro
| Ocorrências de 2004 | Números | Porcentagem % |
| ------------------- | ------- | ------------- |
| Estupro             | 1       | 1,89          |
| Furto               | 28      | 52,83         |
| Roubo               | 10      | 18,87         |
| Roubo de veículos   | 12      | 22,64         |
| Furto de veículos   | 2       | 3,77          |
| Total Ocorrências   | 53      | 100,0         |

Fonte - Secretaria de Gestão Estratégica – Pesquisa - 2005